# Bibelkommissionen
Bibelkommissionen är en beteckning som använts på svenska statliga utredningar som arbetat med nya bibelöversättningar.

## Bibelkommissioner genom tiderna
- 1773 års bibelkommission 1773–1917
- 1963 års bibelkommission
- 1973 års bibelkommission 1973–2000